# Port de Vale de Cavaleiros
Le Port de Vale de Cavaleiros (en portugais : Porto Vale de Cavaleiros) est un port sur l'île de Fogo au Cap-Vert. 
Le port est à 3 km au nord de São Filipe.

## Caractéristiques
Depuis 2013, le port compte deux quais perpendiculaires le premier à un longueur de 70 mètres et le second de 95 mètres, tous les deux ont 5 mètres de profondeur.
Le port comporte aussi un quai de pêche et un remblai de 2,5 hectares, comprenant un parc de conteneurs, des zones de circulation et un entrepôt d'une superficie totale de 500 m2. 
Le port est équipé de deux rampes Ro-Ro, l'une métallique et l'autre en béton.
Une gare maritime moderne accueille les passagers des traversiers assurant la traversée vers Brava et  Santiago.

## Galerie

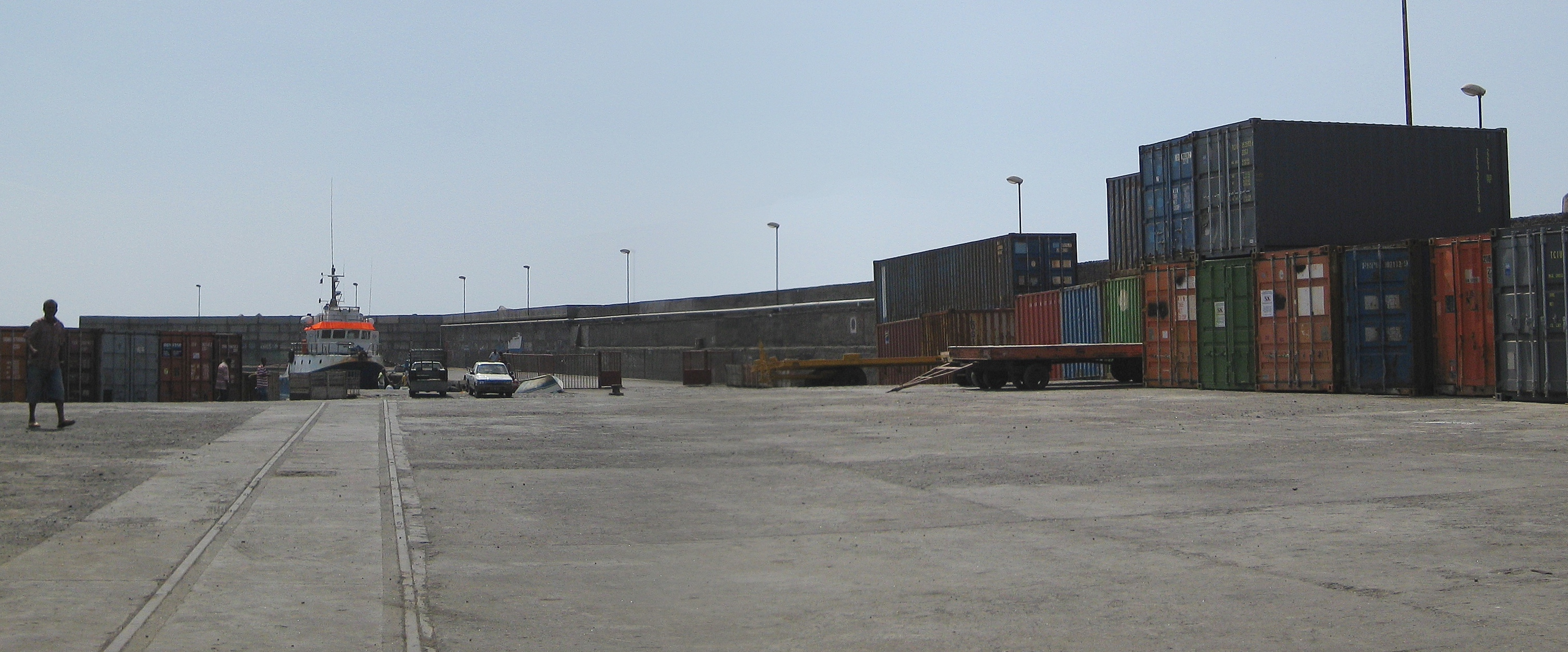
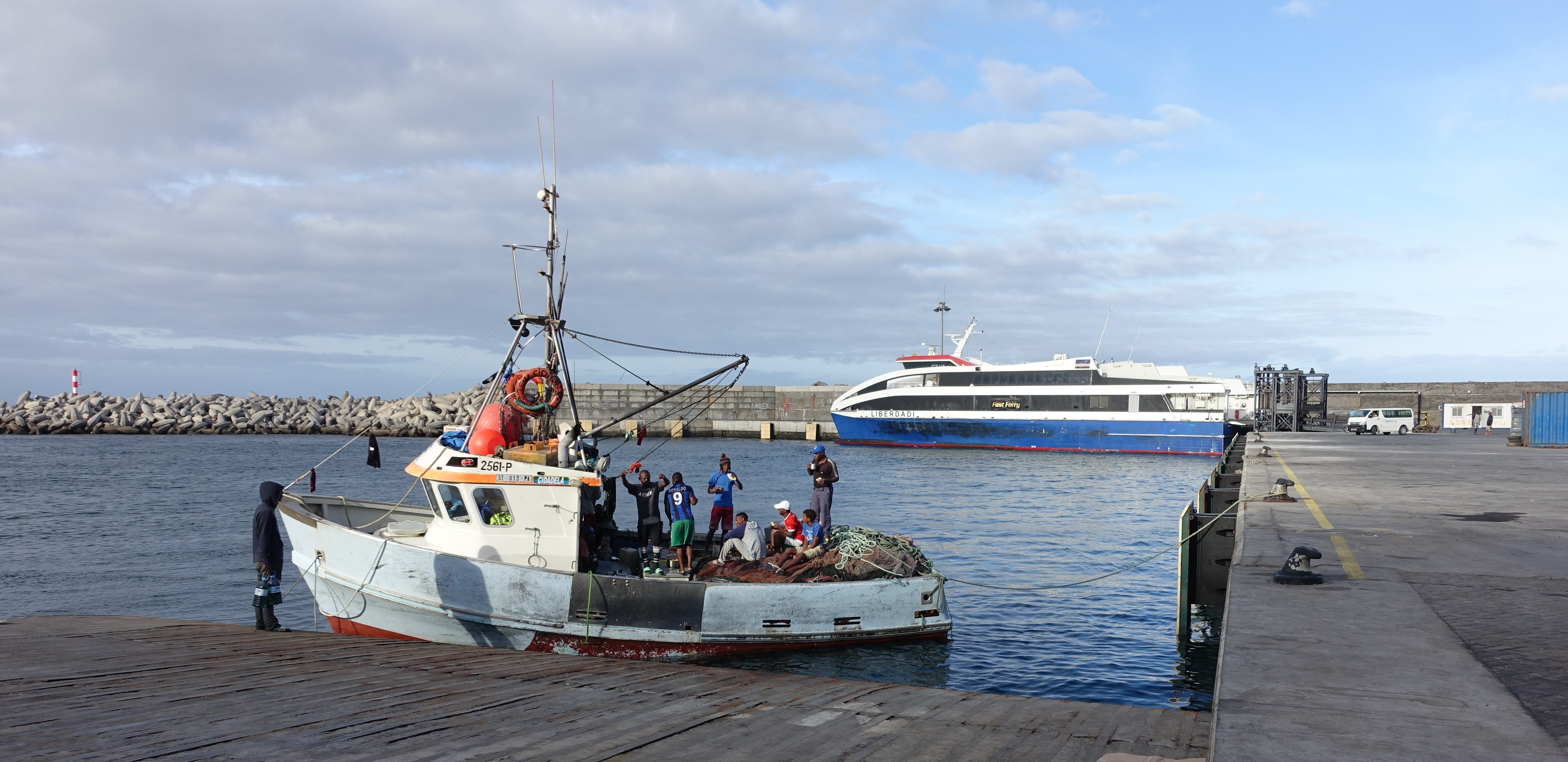
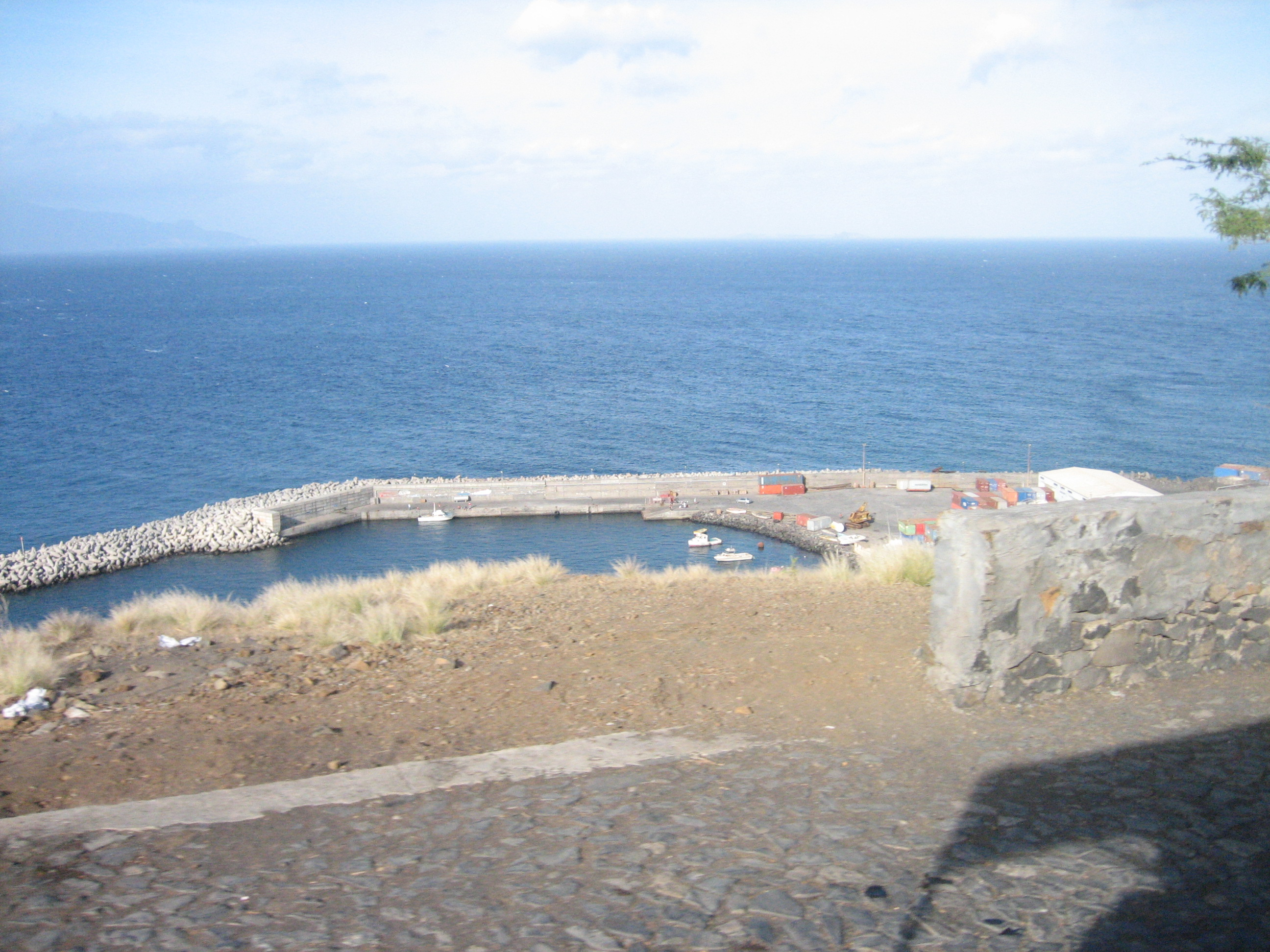